# Vegyes váltó biatlon a 2016. évi téli ifjúsági olimpiai játékokon
A 2016. évi téli ifjúsági olimpiai játékokon az biatlon vegyes váltó versenyszámát február 21-én rendezték a Birkebeineren Biatlon Stadionban.

## Eredmények
| H     | R  | Csapat | Idő                                       | Lövőhiba ((F+Á F+Á))                      | Hátrány  |
| ----- | -- | --- | ----------------------------------------- | ----------------------------------------- | -------- |
| Arany | 4  | Norvégia (NOR) · Marit Oeygard · Marthe Krakstad Johansen · Fredrik Qvist Bucher-Johannessen · Sivert Guttorm Bakken | 1:18:35.6 19:15.0 18:42.2 20:44.7 19:53.7 | 0+6 0+5 0+3 0+2 0+0 0+2 0+3 0+1 0+0 0+0   | —        |
| Ezüst | 1  | Németország (GER) · Juliane Fruehwirt · Franziska Pfnuer · Simon Gross · Danilo Riethmueller                         | 1:18:43.2 19:14.6 19:18.3 20:30.0 19:40.3 | 0+5 0+4 0+3 0+2 0+0 0+0 0+1 0+0 0+1 0+2   | +7.6     |
| Bronz | 9  | Olaszország (ITA) · Samuela Comola · Irene Lardschneider · Cedric Christille · Patrick Braunhofer                    | 1:20:06.0 19:17.4 20:05.5 20:52.7 19:50.4 | 0+1 0+5 0+0 0+0 0+0 0+2 0+1 0+2 0+0 0+1   | +1:30.4  |
| 4.    | 2  | Franciaország (FRA) · Lou Jeanmonnot Laurent · Gilonne Guigonnat · Pierre Monney · Emilien Claude                    | 1:20:36.4 19:11.6 20:24.5 20:56.0 20:04.3 | 1+7 0+7 0+1 0+1 1+3 0+3 0+3 0+0 0+0 0+3   | +2:00.8  |
| 5.    | 5  | Oroszország (RUS) · Ekaterina Ponedelko · Anastasiia Khaliullina · Said Karimulla Khalili · Egor Tutmin              | 1:21:00.7 19:33.8 20:51.5 20:20.1 20:15.3 | 1+8 1+7 0+0 0+2 1+3 1+3 0+3 0+1 0+2 0+1   | +2:25.1  |
| 6.    | 6  | Ukrajna (UKR) · Khrystyna Dmytrenko · Liubov Kypiachenkova · Yurii Sytnyk · Serhiy Telen                             | 1:21:26.8 19:07.2 21:08.6 20:44.8 20:26.2 | 0+8 1+10 0+3 0+1 0+3 1+3 0+1 0+3          | +2:51.2  |
| 7.    | 13 | Egyesült Államok (USA) · Chloe Levins · Amanda Kautzer · Vaclav Cervenka · Eli Nielsen                               | 1:24:56.2 19:18.5 19:42.4 22:54.3 23:01.0 | 3+7 0+5 0+0 0+1 0+1 0+2 2+3 0+1 1+3 0+1   | +6:20.6  |
| 8.    | 10 | Svájc (SUI) · Flavia Barmettler · Anja Fischer · Sebastian Stalder · Nico Salutt                                     | 1:25:15.9 19:52.5 21:48.8 21:17.3 22:17.3 | 2+7 1+7 0+1 0+1 0+0 0+3 1+3 0+0 1+3 1+3   | +6:40.3  |
| 9.    | 3  | Csehország (CZE) · Petra Sucha · Tereza Vinklarkova · Vitezslav Hornig · Jakub Stvrtecky                             | 1:25:20.2 20:42.0 21:05.6 21:12.3 22:20.3 | 1+6 3+10 1+3 0+3 0+0 1+3 0+1 0+1 0+2 2+3  | +6:44.6  |
| 10.   | 15 | Szlovákia (SVK) · Veronika Haidelmeierova · Henrieta Horvatova · Matej Lepen · Miroslav Pavlak                       | 1:25:20.6 20:46.2 21:28.1 21:50.8 21:15.5 | 1+5 0+3 0+0 0+0 1+3 0+1 0+2 0+2 0+0 0+0   | +6:45.0  |
| 11.   | 14 | Svédország (SWE) · Moa Olsson · Sanna Sjoden · Emil Simonsson · Henning Sjokvist                                     | 1:25:37.8 19:51.6 18:59.7 23:31.2 23:15.3 | 0+3 5+8 0+0 0+3 0+2 0+0 0+1 4+2 0+0 1+3   | +7:02.2  |
| 12.   | 7  | Fehéroroszország (BLR) · Darya Iyeropes · Natallia Karnitskaya · Aliaksandr Matskevich · Kiryl Tsiuryn               | 1:27:08.3 20:49.8 22:06.3 23:06.4 21:05.8 | 1+10 4+11 0+3 0+2 1+3 1+3 0+3 3+3 0+1 0+3 | +8:32.7  |
| 13.   | 16 | Bulgária (BUL) · Maria Zdravkova · Milena Todorova · Kristiyan Stoyanov · Petar Velchev                              | 1:27:44.4 21:25.1 21:51.7 20:34.2 23:53.4 | 3+11 4+11 0+3 2+3 1+3 1+3 0+2 0+2 2+3 1+3 | +9:08.8  |
| 14.   | 8  | Ausztria (AUT) · Marion Berger · Lea Woerter · Markus Ortner · Dominic Unterweger                                    | 1:28:40.1 21:18.3 21:17.8 23:30.1 22:33.9 | 0+7 2+8 0+1 0+1 0+2 0+3 0+2 2+3 0+2 0+1   | +10:04.5 |
| 15.   | 12 | Lengyelország (POL) · Natalia Tomaszewska · Joanna Jakiela · Wojciech Filip · Przemyslaw Pancerz                     | 1:29:32.5 21:42.1 23:35.1 22:23.0 21:52.3 | 1+11 4+10 0+3 1+3 0+2 3+3 1+3 0+1 0+3 0+3 | +10:56.9 |
| 16.   | 11 | Kanada (CAN) · Tekarra Banser · Gillian Gowling · Leo Grandbois · Ben Churchill                                      | 1:29:40.2 21:16.2 25:30.5 21:12.3 21:41.2 | 4+6 0+8 0+0 0+2 4+3 0+2 0+1 0+2 0+2 0+2   | +11:04.6 |
| 17.   | 18 | Észtország (EST) · Anneliis Viilukas · Hanna Moor · Robert Heldna · Mart Vsivtsev                                    | 1:30:58.1 25:26.9 23:04.1 21:09.5 21:17.6 | 6+8 2+8 4+3 2+2 2+3 0+1 0+2 0+3 0+0 0+2   | +12:22.5 |
| -     | 17 | Finnország (FIN) · Jenni Keranen · Saana Lahdelma · Otto-Eemil Karvinen · Tuomas Harjula                             | 19:06.5 20:38.5 20:45.8                   | 0+7 1+3 0+2 0+0 0+2 1+3 0+1 0+0 0+2 -+-   | DNF      |